# Martín del Río
Martín del Río es un municipio y localidad española de la provincia de Teruel, en la comunidad autónoma de Aragón. El término municipal, ubicado en la comarca de las Cuencas Mineras, tiene una población de 370 habitantes (INE 2024).

## Geografía
Integrado en la comarca de Cuencas Mineras, se sitúa a 78 km de la capital provincial. El término municipal está atravesado por la carretera N-211 entre los pK 157 y 164. Tiene un área de 54,88 km² con una población de 372 habitantes (INE 2022) y una densidad de 8,49 hab./km².
El relieve del municipio está caracterizado por el Sistema Ibérico turolense, suavizado por la presencia del río Martín, el cual tiene su inicio en el territorio por la unión del río de las Parras, del río de la Rambla y del río Vivel, dirigiéndose hacia Montalbán. La altitud del municipio oscila entre los 1368 m al suroeste (Cantera de las Umbrías) y los 870 m a orillas del río Martín. El pueblo se alza a 909 m sobre el nivel del mar. 
| Noroeste: Vivel del Río Martín | Norte: Vivel del Río Martín | Noreste: Montalbán |
| Oeste: Pancrudo                |                             | Este: Montalbán    |
| Suroeste: Pancrudo             | Sur: Utrillas               | Sureste: Utrillas  |

## Historia
Hacia mediados del siglo XIX el lugar tenía contabilizada una población de 448 habitantes. Aparece descrito en el decimoprimer volumen del Diccionario geográfico-estadístico-histórico de España y sus posesiones de Ultramar de Pascual Madoz de la siguiente manera:

MARTIN DEL RIO: l. con ayunt. en la prov. de Teruel (10 lg.), part. jud. de Segura (1 1/2), dióc. y aud. terr. de Zaragoza (19), c. g. de Aragon. sit.: á la margen der. del r. Martin de quien recibe su nombre, en un repecho o cuesta con esposicion al S.; goza de buena ventilacion y clima sano. Se compone de unas 110 casas de mediana construccion, formando cuerpo de poblacion; tiene una igl. parr. de primer ascenso, dedicada á la Asuncion de Ntra. Sra., servida por un cura de concurso, y provision ordinaria, y 2 capellanes: el templo es del orden gótico, con 3 naves de regular elevacion; hay una escuela de instruccion pública, concurrida por un corto número de niños, y un cementerio que en nada perjudica á la salud pública. Confina el térm. por el N.; con Vibel y Peña del Cid; E. Montalban; S. Utrillas y las Parras, y O. La Rambla: nace en él una fuente de esquisitas aguas, que con las del r. Martin fructifican varios trozos de tierra: á 1 hora de la pobl. se ven unas masadas, llamadas Los Pojazos, sit. entre peñascos, en el camino de las Parras, en cuyo punto hay un molino harinero. El terr.: participa de llano, con algunas quebradas y montes de alguna elevacion; tiene una hermosa vega con muchos frutales y chopos, bañada con las aguas que bajan de Vibel, La Rambla y las Parras. Los caminos son de herradura entre los pueblos limítrofes. La correspondencia se recibe de la cap. de part. 2 veces en la semana. prod.: trigo, cebada, avena, cáñamo, seda, patatas, cebollas, azafran y varias verduras: hay poco ganado lanar y vacuno, y caza de conejos y perdices. ind.: la agrícola, un molino harinero y algunos telares de lienzos. pobl.: 112 vec., 448 alm. riqueza imp.: 50,461 rs.

En el año 1839, teniendo el gefe carlista Cabrera sitiada la v. de Montalban, puso su cuartel general en Martin del Rio, en cuyo punto se reunió con él el célebre Arias Tejeiro, y ministro de D. Carlos, que á consecuencia de los fusilamientos de Estella, se fugó de las Provincias Vascongadas para unirse á Aragon.
(Madoz, 1848, p. 260)

A comienzos del siglo XX la empresa Minas y Ferrocarriles de Utrillas levantó un complejo ferroviario en el término municipal que disponía de numerosas instalaciones, desde lavaderos de mineral hasta almacenes y cocheras para locomotoras. Allí se situó la cabecera de la línea férrea que enlazaba la zona minera con Zaragoza, dando salida a la producción carbonífera. Este ferrocarril también permitió un enlace de las localidades de la zona con Zaragoza, lo que supuso una mejora de las comunicaciones. Las instalaciones se mantuvieron en servicio durante más de medio siglo, hasta que el declive de la actividad ferroviaria supuso la clausura de la línea en 1966.

## Demografía
Martín del Río cuenta con una población de 370 habitantes (INE 2024).
| Gráfica de evolución demográfica de Martín del Río entre 1842 y 2021 |
| |
| Población de derecho según los censos de población del INE Población de hecho según los censos de población del INEEntre el censo de 1970 y el anterior, crece el término del municipio porque incorpora a 44512 (La Rambla de San Martín) |

## Administración y política
| Período   | Alcalde                          | Partido     |  |
| --------- | -------------------------------- | ----------- |  |
| 1979-1983 | Tomás Valiente Julve             | PSOE        |  |
| 1983-1987 |                                  |             |  |
| 1987-1991 | Francisco Javier Altaba Cabañero |             |  |
| 1991-1995 | Francisco Javier Altaba Cabañero |             |  |
| 1995-1999 | Francisco Javier Altaba Cabañero |             |  |
| 1999-2003 | Francisco Javier Altaba Cabañero |             |  |
| 2003-2007 | Francisco Javier Altaba Cabañero |             |  |
| 2007-2011 | Francisco Javier Altaba Cabañero |             |  |
| 2011-2015 | Francisco Javier Altaba Cabañero | PSOE-Aragón |  |
| 2015-2019 | Francisco Martínez López         | PSOE-Aragón |  |

| Partido político    | Partido político                                   | 2003   | 2007   | 2011   | 2015   |
| Partido político    | Partido político                                   | Ediles | Ediles | Ediles | Ediles |
|                     | Partido de los Socialistas de Aragón (PSOE-Aragón) | 4      | 4      | 4      | 5      |
|                     | Partido Aragonés (PAR)                             | 3      | 3      | 2      | 1      |
|                     | Compromiso con Aragón (CA)                         | —      | —      | 1      | 1      |
|                     | Chunta Aragonesista (CHA)                          | —      | 0      | 0      | —      |
| Total de concejales | Total de concejales                                | 7      | 7      | 7      | 7      |

## Turismo
Entre sus atractivos turísticos naturales hay unos hocinos en los que se puede practicar senderismo. La localidad forma parte del denominado Anillo de Montalbán del Camino del Cid. Cuenta con dos instalaciones hoteleras: una posada a la entrada del pueblo y un camping en las afueras. También cuenta con una residencia para mayores.